# Thècle de l'yeuse
Satyrium ilicis
Espèce
La Thècle de l'yeuse (Satyrium ilicis) est une espèce de lépidoptères de la famille des Lycaenidae et de la sous-famille des Theclinae.

## Systématique
Satyrium ilicis a été décrite par Eugen Johann Christoph Esper en 1779.
Au sein du genre Satyrium, l'espèce est placée dans le sous-genre Nordmannia.

### Synonymes[1]
- Papilio ilicis Esper, 1779
- Papilio lynceus Fabricius, 1787
- Thecla caudatula Zeller, 1847
- Nordmannia ilicis

### Noms vernaculaires
- en français : la Thècle (ou Thécla) de l'yeuse (l'Yeuse est l'autre nom du chêne vert)
- en anglais : Ilex Hairstreak
- en allemand : Steineichenfalter ou Brauner Eichenzipfelfalter
- en espagnol : Querquera serrana[1]

## Description
C'est un petit papillon au dessus marron, avec une queue aux postérieures, et chez la femelle une discrète marque cuivrée aux antérieures. Chez la femelle de la forme cerri,  l'aile antérieure est cuivre bordée de marron et l'aile postérieure possède quelques taches orange submarginales.
Le revers est de couleur marron orné d'une fine ligne blanche et de taches prémarginales orange soulignées de noir.

## Biologie
Sa chenille est soignée par les fourmis Camponotus aethiops et Crematogaster schmidti. On dit que la chenille est myrmécophile.

### Période de vol et hivernation
L'espèce vole en une génération entre fin mai et début août, et hiverne à l'état d'œuf pondu près des bourgeons.

### Plantes hôtes
Ses plantes hôtes sont des chênes : Quercus robur, Quercus ilex et Quercus coccifera.

## Écologie et distribution
L'espèce est présente dans une grande partie de l'Europe, à l'exception du Sud de l'Espagne, du Nord du Royaume-Uni, de la Scandinavie et des États baltes. Elle est aussi présente en Asie Mineure, dans l'Oural et dans le Sud-Ouest de la Sibérie.
Elle est largement répandue en France métropolitaine continentale, mais manque en Corse.

### Biotope
C'est un lépidoptère des bois clairs et taillis de chênes, jusqu'à 1 500 m.

### Protection
Pas de statut de protection particulier au niveau national.